# Saint-Laurent (Belgique)
Pour les articles homonymes, voir Saint-Laurent.
Saint-Laurent (en néerlandais Sint-Laureins) est une commune néerlandophone de Belgique située en Région flamande, dans la province de Flandre-Orientale. Elle est frontalière avec la Flandre zélandaise, partie des Pays-Bas (province de Zélande) comprise entre la Belgique et l'Escaut occidental.
Le village de Saint-Laurent a une église gothique datant du XVe siècle dont la tour vieille du XIe siècle est romane.

## Géographie

### Sections de la commune

La commune de Saint-Laurent et ses sections

| # | Section                   | Superf. (km²) | Habitants (2020) | Habitants par km² | Code INS |
| - | ------------------------- | ------------- | ---------------- | ----------------- | -------- |
| 1 | Saint-Laurent (I)         | 21,41         | 2.841            | 133               | 43014A   |
| 2 | Sainte-Marguerite (II)    | 10,52         | 692              | 66                | 43014B   |
| 3 | Saint-Jean-in-Eremo (III) | 12,64         | 1.133            | 90                | 43014C   |
| 4 | Waterland-Oudeman (IV)    | 8,88          | 449              | 51                | 43014D   |
| 5 | Watervliet (V)            | 21,09         | 1.699            | 81                | 43014E   |

### Communes limitrophes
- a. Boekhoute (Assenede)
- b. Bassevelde (Assenede)
- c. Kaprijke
- d. Eeklo
- e. Adegem (Maldegem)
- f. Maldegem
- Au nord (non indiqué sur la carte ci-contre) L'Écluse (commune des Pays-Bas)

## Héraldique
|  | La commune possède des armoiries qui lui ont été octroyées le 7 mai 1985. L'ancienne commune de Saint-Laurent n'a jamais utilisé ses propres armoiries. Les nouvelles représentent dans la partition dextre la bande d'azur du Franc de Bruges, une entité médiévale dotée de libertés et de droits spécifiques. Ceci représente les villages de Saint-Jean-in-Eremo, Saint-Laurent, Sainte-Marguerite et Waterland-Oudeman qui appartenaient toutes au Franc de Bruges, lequel utilisait cette bande depuis le XVIe siècle. La partition senestre montre les armes anciennes de Watervliet, avec un léger changement de couleur et une étoile à cinq branches, plus correcte historiquement. Blasonnement : Parti: 1. d'argent à la bande d'azur. 2. de gueules fascé de cinq pièces ondulées d'argent et d’azur, accompagné en chef d'une étoile à cinq branches et d'un croissant de lune et en pointe d'une fleur de lys, le tout d'or. L'écu placé devant un Saint Laurent d'or. Source du blasonnement : Heraldy of the World. |

## Démographie

### Évolution démographique: Avant la fusion des communes
- Sources : INS, Rem. : 1831 jusqu'en 1970 = recensements, 1976 = nombre d'habitants au 31 décembre[3].

### Évolution démographique de la commune fusionnée
En tenant compte des anciennes communes entraînées dans la fusion de communes de 1977, on peut dresser l'évolution suivante :
- Source : DGS - Remarque: 1831 jusqu'à 1981=recensement; depuis 1990=nombre d'habitants chaque 1er janvier[4]